# Хили, Элоиз
Элоиз Клейн Хили (англ. Eloise Klein Healy) — американская поэтесса и правозащитница. Ею было опубликовано несколько сборников стихов, один из которых, «Passing» (рус. Передача), стал обладателем специального приза на литературной премии «Lambda Literary Award» и премии «The Publishing Triangle» за лучшую литературу лесбийской тематики; сама же Хили неоднократно становилась призёром «Los Angeles Poetry Festival».
С 1980-х является членом феминистической организации «Woman’s Building».